# Sira
 For alternative betydninger, se Sira (flertydig). (Se også artikler, som begynder med Sira)
Sira (fra arabisk: سيرة) er en genre i muslimsk litteratur, som beskriver profeten Muhammads liv. Begrebet kan således oversættes som Muhammad-biografier. Maghazi ("togter") er en anden betegnelse for beretninger om Muhammads liv, som koncentrerer sig om profetens militære karriere. De betragtes i dag som en delmængde af siralitteraturen.

## De vigtigste siraværker
De vigtigste siraværker, vi kender i dag, stammer fra 800-tallet og dermed omkring 200 år efter Muhammads død i 632 e.v.t. Det gælder således den vigtigste sira af alle, Sirat Rasul Allah ("Allahs profets biografi"), som er skrevet af ibn Ishaq, der levede 704-767, men hvis værk kun kendes i en udgave, der er forkortet, redigeret og kommenteret af ibn Hisham, der døde i 833. Fortællingerne bygger på mundtligt overleverede fortællinger fra ibn Ishaqs familie. Ofte angiver han, fra hvem han har fået en oplysning, og hvor denne har fået informationen fra. Sådanne kæder af hjemmelsmænd (på arabisk asanid, i ental: isnad) spiller en stor rolle i den tidligere litteratur om Muhammads liv.
Fra 800-tallet stammer også "Kitab al-Maghazi" (Bogen om togterne) af al-Waqidi (død 823) samt værket om Muhammad og den tidligste menighed, der er skrevet af Al-Waqidis elev Ibn Saad (død 845). Ibn Ishaq/Ibn Hisham, al-Waqidi og ibn Saad er de tre vigtigste siraværker. Der er siden skrevet mange andre bidrag til siralitteraturen, men disse kender og anerkender de tre nævnte som de ældste og vigtigste kilder.

## Sirafortællingerne som historisk kilde
Blandt andet på grund af den store afstand i tid opfatter vestlige forskere sirafortællingerne som kilder til udviklingen i de tidlige muslimske menigheder, som i dag hverken kan verificeres eller falsificeres. De overordnede historiske tildragelser, der nævnes i siraen, ser ud til at have været overleveret helt tilbage til Muhammads egen tid og må formodes at have fundet sted, men mange andre elementer i fortællingerne siger formodentlig mere om eftertidens menigheder end om Muhammad.

## Koran, sira og hadith
Siraen udgør sammen med Koranen og hadith-samlingerne de tre vigtigste kilder til den islamiske religion. Koranen og siraen er tæt forbundne. Sommetider bliver Muhammad i siraen spurgt om meningen med et koranvers, som han derpå udlægger. På denne måde er siralitteraturen en forløber for tafsir, koranfortolkningen, der udvikler sig som en særlig disciplin fra omkring år 900. Siraen bliver også et vigtigt hjælpemiddel for tafsir, da siraen ofte beretter, hvornår de enkelte koranvers er blevet åbenbaret, hvilket spiller en vigtig rolle i deres fortolkning. Mens den muslimske tradition og en del af den vestlige forskning anser Koranen og siraen for at være uafhængige kilder, der kaster lys over hinanden, findes der også en gren af den nyere vestlige forskning, bl.a. repræsenteret af den danske islamolog Patricia Crone, der mener, at beretningerne i siraen ofte er opstået for at forklare Koranen eller dreje dens fortolkning i en bestemt retning.

## Indhold
Generelt gør siraen meget ud af at skildre Muhammads families forhistorie i Mekka fra Abrahams (arabisk: Ibrahims) tid frem til Muhammads fødsel. En række af beretningerne før og omkring hans fødsel er mirakuløse, i tråd med velkendte beretninger om profeternes udvælgelse og åbenbaring. Muhammads ungdom vies kun lidt plads, bortset fra ægteskabet med hans første hustru Khadidja. Derimod vies meget plads til Muhammads første åbenbaring og natte- og himmelrejsen, hvor beretningerne både kan tolkes, som at der var tale om en konkret fysisk rejse, og som en rejse i overført betydning: en spirituel rejse. Tiden i Medina optager dog klart mere af pladsen i de klassiske siraværker. Her er Muhammad en myndig leder, og de forskellige slag og togter, som han og hans tilhængere deltager i, skildres indgående, ligesom tilblivelsen og indholdet i Medinaforfatningen beskrives af ibn Ishaq. Kontrasten mellem tiden i Mekka og i Medina understreges også i Muhammads privatliv, hvor han overgår fra monogami til polygami.